# جوش هارمز
جوش هارمز هو سياسي أمريكي، ولد في 31 مارس 1974 في واتسكا في الولايات المتحدة. نشط حزبياً في الحزب الجمهوري. وقد انتخب عضو مجلس نواب إلينوي ‏.